# James Van Praagh
James Van Praagh (* 23. August 1958 in Bayside, Queens, New York) ist ein US-amerikanischer Fernseh-Produzent und gilt als bekanntes Medium. Er war u. a. Autor der Fernsehserie Ghost Whisperer.

## Leben
James Van Praagh wurde als jüngstes von vier Kindern geboren. Entsprechend seiner katholischen Erziehung wurde er Messdiener und trat im Alter von vierzehn Jahren in ein Priesterseminar ein. Dort endete jedoch sein Interesse am Katholizismus und er wandte sich einer nicht konfessionsgebundenen Spiritualität zu. Er studierte an der San Francisco State University Journalismus. Nach dem Abschluss zog er nach Los Angeles um, wo er verstärkt Zugang zu esoterischen und parapsychologischen Kreisen fand.
Dort nahm er an einer Sitzung eines Mediums teil. Dieses informierte ihn darüber, dass er ebenfalls bald als Medium arbeiten würde. So begann er seine Sensitivität für das „Geistig-Spirituelle“ zu entdecken, fing an, für Freunde Readings zu machen, und empfing nach seinen Angaben Mitteilungen aus einer jenseitigen Welt. In esoterisch-spiritistischen Kreisen gilt Van Praagh als eines der besten Medien der Welt.
Van Praagh schreibt sich selbst eine „gesunde Skepsis“ gegenüber seiner Arbeit und seinen Fähigkeiten zu. Er sei als Medium fähig, eine Verbindung zwischen der physischen und der Geistwelt herzustellen. Dabei übermittele er vor allem Liebe, und er könne heilen. Nach seiner Ansicht gibt es ein Überleben der menschlichen Individuen nach dem Tode und er will dafür Beweise gefunden haben.

## Bücher
- Und der Himmel tat sich auf – Jenseitsbotschaften (Originalausgabe erschien 1997 in der Verlagsgruppe Random House GmbH, 1998 die Deutsche Ausgabe beim Wilhelm Goldmann Verlag, München)
- Jenseitswelten, Erkenntnisse über das Leben nach dem Tod, Originalausgabe erschien 1998, (deutsche Erstausgabe 1. November 2002)
- Heilende Trauer, Verlust und Tod überwinden durch mediale Kontakte mit Verstorbenen (Originalausgabe 2000 Verlag Dutton – deutscher Ersterscheinungstermin 23. Juli 2003 im Heyne Verlag)
- Die Weite zwischen Himmel und Erde – entdecken Sie Ihre übersinnlichen Fähigkeiten; 2001 by Spiritual Horizon Inc.,   Deutsche Ausgabe 2003 Ansata Verlag
- Meditationen für innere Kraft und Lebensfreude – Verborgene Seelenkräfte wecken., 2007 (deutsche Erstausgabe 1. Oktober 2007)
- Meditations with James van Praagh, die für das amerikanische Fernsehen umgesetzt und von van Praagh produziert wurden
- Geister sind unter uns – die Wahrheit über die ewigen Begleiter der Menschheit (Originalausgabe erschien 2008 im Verlag HarperOne, New York USA, deutsche Erstausgabe 2008 Ansata Verlag)
- Ihr seid nicht allein – was die Toten uns über das Leben lehren (Originalausgabe 2009, HarperOne, New York Verlag; deutsche Ausgabe 2010 im Ansata Verlag)
- Im Himmel zu Hause, was Kinderseelen über das Leben nach dem Tod berichten. (Originalausgabe 2011 Verlag HarperOne, New York, USA, deutsche Erstausgabe 2011 Ansata Verlag)

## Film und Fernsehen
2002 bis 2003 hatte er eine tägliche Talkshow in den USA mit dem Titel „Beyond With James Van Praagh“. Im selben Jahr produzierte er die erfolgreiche Miniserie „Living with the Dead“. 2004 machte er ein weiteres Projekt mit CBS namens „The Dead Will Tell“. 2005 bis 2010 produzierte er die Reihe „Ghost Whisperer“. Wegen seiner vielen Film und Fernsehbeiträge gilt James Van Praagh als eines der bekanntesten Medien weltweit.